# Vincent Brümmer
Vincent Brümmer (Stellenbosch, 30 december 1932 -  Bilthoven, 30 maart 2021) was een in Zuid-Afrika geboren theoloog en filosoof die het grootste deel van zijn carrière in Nederland werkzaam was. Van 1966 tot 1997 was Brümmer hoogleraar in de godsdienstwijsbegeerte aan de Universiteit Utrecht.  

## Biografie
Vincent Brümmer werd in Stellenbosch geboren in een familie van academici. Zijn vader Nicolaas Johannes Brümmer was hoogleraar in de wijsbegeerte aan de Universiteit Stellenbosch en de vader van zijn moeder Ettie Marais, Johannes Izaak Marais, was er hoogleraar in de theologie.
Brümmer studeerde theologie en wijsbegeerte aan de universiteiten van Stellenbosch en Harvard. In 1961 promoveerde hij in Utrecht op het proefschrift Transcendental criticism and Christian philosophy. A presentation and evaluation of Herman Dooyeweerd’s ”Philosophy of the cosmonomic idea”. Hij doceerde vervolgens filosofie aan de universiteit van Natal en UNISA.
Van 1 september 1966 tot 31 december 1997 was Brümmer hoogleraar in de godsdienstwijsbegeerte aan de Universiteit Utrecht. Zijn oratie, op 22 mei 1967, had als titel Die vraag na eksistensieel-bepalende waarheid. Brümmer was grondlegger van de Utrechtse School, die veel nadruk legde op logisch redeneren in de theologie. Onder meer Gijsbert van den Brink en Marcel Sarot promoveerden bij hem. Van 1985 tot 1988 was hij decaan van de Utrechtse faculteit der Godgeleerdheid. Hij was oprichter en van 1991 tot zijn emeritaat directeur van de Nederlandse Onderzoekschool voor Theologie en Religiewetenschap (NOSTER). Brümmer ontving in 1994 een eredoctoraat in de theologie van de universiteit van Uppsala en in 1998 van de universiteit van Durham.
Brümmer overleed in maart 2021 op 88-jarige leeftijd.

## Publicaties
- Transcendental criticism and Christian philosophy. A presentation and evaluation of Herman Dooyeweerd’s ”Philosophy of the cosmonomic idea”, proefschrift Universiteit Utrecht (1961)
- Wijsgerige begripsanalyse. Een inleiding voor theologen en andere belangstellenden, Kampen: Kok (1983)
- Wat doen wij als wij bidden? Een studie in de wijsgerige theologie, Kampen: Kok Agora (1985)
- Over een persoonlijke God gesproken. Studies in de wijsgerige theologie, Kampen: Kok Agora (1988)
- Liefde van God en mens, Kampen/Kapellen: Kok Agora/Pelckmans (1993)
- Ultiem geluk. Een nieuwe kijk op Jezus, verzoening en drie-eenheid, Kampen: Kok (2005)